# Léon Biessen
Léon Biessen (Budel, 5 oktober 1897 – Heerlen, 5 maart 1983) was een Nederlands componist, dirigent en muziekpedagoog.

## Levensloop
Biessen kwam op twintigjarige leeftijd naar Heerlen en was medewerker van de Nederlandse Spoorwegen. In de vrije tijd bezocht hij de muziekschool in Heerlen, waar hij les kreeg van Charles Hennen (harmonieleer en muziekpedagogiek) en van Max Guillaume (instrumentatie). Aan deze muziekschool was hij van 1945 tot 1962 docent harmonieleer. Al in 1923 werd hij dirigent van de Fanfare St. Jozef Heerlen.
Verdere HaFa-orkesten, die hij tot aan zijn pensionering in 1970 dirigeerde, waren Harmonie "St. Pancratius", Nulland, Kerkrade, Harmonie "Tot Onderling Genoegen", Welten, Heerlen, Koninklijke Harmonie St. Caecilia Heerlen, Harmonie St. Gerardus Heerlen, Koninklijkse Stadsharmonie "Phileutonia", Helmond, Bergkapel Domaniale Mijn Kerkrade, Harmonie Apollo’s Lust Eindhoven en Harmonie Eendracht Schandelen Heerlen.
Als dirigent was hij zeer succesrijk en behaalde vele eerste prijzen op wedstrijden en concoursen. Met de Koninklijke Harmonie St. Caecilia Heerlen behaalde hij op het 1e Wereld Muziek Concours te Kerkrade 336 punten, goed voor een 1e prijs met lof van de jury in de sectie harmonieorkesten. Zijn grootste succes als dirigent behaalde hij ongetwijfeld op het internationaal concours in Bree (België) met de Harmonie "St. Pancratius", Nulland, Kerkrade. Zij behaalden het hoogste aantal punten en kregen een eerste prijs met lof van de jury. Verder verwierf de dirigent Leon Biessen de directeursprijs (de prijs voor de beste dirigent van het concours) in de vorm van een gouden medaille die hij door de gouverneur van Belgisch Limburg overhandigd kreeg.
De Koninklijkse Stadsharmonie "Phileutonia", Helmond behaalde met Léon Biessen als dirigent in 1955 de eerste prijs met lof van de jury van de Koninklijke Nederlandse Federatie van Muziekverenigingen (KNFM) met 115 van 120 punten. Biessen speelde met zijn orkesten ook verschillende keren voor de radio.
Als componist schreef hij verschillende werken voor blaasorkesten.
Hij was gehuwd met Trautje Weijers. Ook hun kinderen waren en zijn zeer muzikaal, Emile Biessen was fluitist in het Radio Filharmonisch Orkest (RFO) in Hilversum en trad op als solist en Harrie Biessen was pianist, muziekpedagoog en dirigent.

## Composities

### Werken voor harmonie- en fanfareorkest
- Ballet des Enfants
- Serenade, voor harmonieorkest
- Ouverture dramatique d’Automne
- Oogstfeest, fantasie
- Oranjemars
- Triomfmars
- St. Caeciliamars